# Guatemalteeks voetbalelftal (mannen)
Het Guatemalteeks voetbalelftal is een team van voetballers dat Guatemala vertegenwoordigt bij internationale wedstrijden zoals de (kwalificatie)wedstrijden voor het WK, de CONCACAF Gold Cup en de Copa Centroamericana.
Het Guatemalteeks voetbalelftal behaalde in augustus 2006 met de 50e plaats de hoogste positie op de FIFA-wereldranglijst, in november 1995 werd met de 163e plaats de laagste positie bereikt.

## Deelname internationale toernooien

### Wereldkampioenschap
Guatemala neemt sinds 1957 deel aan de kwalificatiewedstrijden voor het WK. De eerste wedstrijd was op 10 februari 1957, het elftal verloor van Costa Rica met 2–6. Ook in de kwalificatietoernooien die daarna volgden wist Guatemala zich nog geen enkele keer te kwalificeren voor een eindronde.
| Overzicht wereldkampioenschap | Overzicht wereldkampioenschap | Overzicht wereldkampioenschap | Overzicht wereldkampioenschap | Overzicht wereldkampioenschap | Overzicht wereldkampioenschap | Overzicht wereldkampioenschap | Overzicht wereldkampioenschap | Overzicht wereldkampioenschap |
| Jaar                          | Ronde                         | Wed.                          | W                             | G                             | V                             | DV                            | DT                            |                               |
| ----------------------------- | ----------------------------- | ----------------------------- | ----------------------------- | ----------------------------- | ----------------------------- | ----------------------------- | ----------------------------- | ----------------------------- |
| 1958                          | Niet gekwalificeerd           | Niet gekwalificeerd           | Niet gekwalificeerd           | Niet gekwalificeerd           | Niet gekwalificeerd           | Niet gekwalificeerd           | Niet gekwalificeerd           |                               |
| 1962                          | Niet gekwalificeerd           | Niet gekwalificeerd           | Niet gekwalificeerd           | Niet gekwalificeerd           | Niet gekwalificeerd           | Niet gekwalificeerd           | Niet gekwalificeerd           |                               |
| 1966                          | Geen deelname                 | Geen deelname                 | Geen deelname                 | Geen deelname                 | Geen deelname                 | Geen deelname                 | Geen deelname                 |                               |
| 1970                          | Niet gekwalificeerd           | Niet gekwalificeerd           | Niet gekwalificeerd           | Niet gekwalificeerd           | Niet gekwalificeerd           | Niet gekwalificeerd           | Niet gekwalificeerd           |                               |
| 1974                          | Niet gekwalificeerd           | Niet gekwalificeerd           | Niet gekwalificeerd           | Niet gekwalificeerd           | Niet gekwalificeerd           | Niet gekwalificeerd           | Niet gekwalificeerd           |                               |
| 1978                          | Niet gekwalificeerd           | Niet gekwalificeerd           | Niet gekwalificeerd           | Niet gekwalificeerd           | Niet gekwalificeerd           | Niet gekwalificeerd           | Niet gekwalificeerd           |                               |
| 1982                          | Niet gekwalificeerd           | Niet gekwalificeerd           | Niet gekwalificeerd           | Niet gekwalificeerd           | Niet gekwalificeerd           | Niet gekwalificeerd           | Niet gekwalificeerd           |                               |
| 1986                          | Niet gekwalificeerd           | Niet gekwalificeerd           | Niet gekwalificeerd           | Niet gekwalificeerd           | Niet gekwalificeerd           | Niet gekwalificeerd           | Niet gekwalificeerd           |                               |
| 1990                          | Niet gekwalificeerd           | Niet gekwalificeerd           | Niet gekwalificeerd           | Niet gekwalificeerd           | Niet gekwalificeerd           | Niet gekwalificeerd           | Niet gekwalificeerd           |                               |
| 1994                          | Niet gekwalificeerd           | Niet gekwalificeerd           | Niet gekwalificeerd           | Niet gekwalificeerd           | Niet gekwalificeerd           | Niet gekwalificeerd           | Niet gekwalificeerd           |                               |
| 1998                          | Niet gekwalificeerd           | Niet gekwalificeerd           | Niet gekwalificeerd           | Niet gekwalificeerd           | Niet gekwalificeerd           | Niet gekwalificeerd           | Niet gekwalificeerd           |                               |
| 2002                          | Niet gekwalificeerd           | Niet gekwalificeerd           | Niet gekwalificeerd           | Niet gekwalificeerd           | Niet gekwalificeerd           | Niet gekwalificeerd           | Niet gekwalificeerd           |                               |
| 2006                          | Niet gekwalificeerd           | Niet gekwalificeerd           | Niet gekwalificeerd           | Niet gekwalificeerd           | Niet gekwalificeerd           | Niet gekwalificeerd           | Niet gekwalificeerd           |                               |
| 2010                          | Niet gekwalificeerd           | Niet gekwalificeerd           | Niet gekwalificeerd           | Niet gekwalificeerd           | Niet gekwalificeerd           | Niet gekwalificeerd           | Niet gekwalificeerd           |                               |
| 2014                          | Niet gekwalificeerd           | Niet gekwalificeerd           | Niet gekwalificeerd           | Niet gekwalificeerd           | Niet gekwalificeerd           | Niet gekwalificeerd           | Niet gekwalificeerd           |                               |
| 2018                          | Niet gekwalificeerd           | Niet gekwalificeerd           | Niet gekwalificeerd           | Niet gekwalificeerd           | Niet gekwalificeerd           | Niet gekwalificeerd           | Niet gekwalificeerd           |                               |
| 2022                          | Niet gekwalificeerd           | Niet gekwalificeerd           | Niet gekwalificeerd           | Niet gekwalificeerd           | Niet gekwalificeerd           | Niet gekwalificeerd           | Niet gekwalificeerd           | Niet gekwalificeerd           |
| 2026                          | kwalificatie                  | kwalificatie                  | kwalificatie                  | kwalificatie                  | kwalificatie                  | kwalificatie                  | kwalificatie                  | kwalificatie                  |

### Gold Cup
Van 1943 tot 1961 speelde Guatemala mee in het CCCF kampioenschap. Dat toernooi ging in 1963 op in het CONCACAF-kampioenschap (een voorloper van de Gold Cup). In 1967 won Guatemala dit toernooi. Vanaf 1991 doet het land ook mee aan de UNCAF Nations Cup (thans Copa Centroamericana). Dit is tevens het kwalificatietoernooi voor de Gold Cup. In 2001 won Guatemala dit toernooi en vijf keer werd het land tweede.
| Overzicht CONCACAF-kampioenschap | Overzicht CONCACAF-kampioenschap | Overzicht CONCACAF-kampioenschap | Overzicht CONCACAF-kampioenschap | Overzicht CONCACAF-kampioenschap | Overzicht CONCACAF-kampioenschap | Overzicht CONCACAF-kampioenschap | Overzicht CONCACAF-kampioenschap | Overzicht CONCACAF-kampioenschap |
| Jaar                             | Ronde                            | Wed.                             | W                                | G                                | V                                | DV                               | DT                               | Kwal                             |
| -------------------------------- | -------------------------------- | -------------------------------- | -------------------------------- | -------------------------------- | -------------------------------- | -------------------------------- | -------------------------------- | -------------------------------- |
| 1963                             | Groepsfase                       | 4                                | 1                                | 2                                | 1                                | 7                                | 6                                |                                  |
| 1965                             | Tweede                           | 5                                | 3                                | 1                                | 1                                | 11                               | 5                                |                                  |
| 1967                             | Kampioen                         | 5                                | 4                                | 1                                | 0                                | 7                                | 1                                | (Kwal.)                          |
| 1969                             | Tweede                           | 5                                | 3                                | 2                                | 0                                | 10                               | 2                                |                                  |
| 1971                             | Niet gekwalificeerd              | Niet gekwalificeerd              | Niet gekwalificeerd              | Niet gekwalificeerd              | Niet gekwalificeerd              | Niet gekwalificeerd              | Niet gekwalificeerd              | Niet gekwalificeerd              |
| 1973                             | Vijfde                           | 5                                | 0                                | 3                                | 2                                | 4                                | 6                                | (Kwal.)                          |
| 1977                             | Vijfde                           | 5                                | 1                                | 1                                | 3                                | 8                                | 10                               | (Kwal.)                          |
| 1981                             | Niet gekwalificeerd              | Niet gekwalificeerd              | Niet gekwalificeerd              | Niet gekwalificeerd              | Niet gekwalificeerd              | Niet gekwalificeerd              | Niet gekwalificeerd              | Niet gekwalificeerd              |
| 1985                             | Niet gekwalificeerd              | Niet gekwalificeerd              | Niet gekwalificeerd              | Niet gekwalificeerd              | Niet gekwalificeerd              | Niet gekwalificeerd              | Niet gekwalificeerd              | Niet gekwalificeerd              |
| 1989                             | Vierde                           | 6                                | 1                                | 1                                | 4                                | 4                                | 7                                | (Kwal.)                          |
| Overzicht CONCACAF Gold Cup      |                                  |                                  |                                  |                                  |                                  |                                  |                                  |                                  |
| Jaar                             | Ronde                            | Wed.                             | W                                | G                                | V                                | DV                               | DT                               | Kwal                             |
| 1991                             | Groepsfase                       | 3                                | 1                                | 0                                | 2                                | 1                                | 5                                | (Kwal.)                          |
| 1993                             | Niet deelgenomen                 | Niet deelgenomen                 | Niet deelgenomen                 | Niet deelgenomen                 | Niet deelgenomen                 | Niet deelgenomen                 | Niet deelgenomen                 | Niet deelgenomen                 |
| 1996                             | Vierde                           | 4                                | 1                                | 0                                | 3                                | 3                                | 5                                | (Kwal.)                          |
| 1998                             | Groepsfase                       | 3                                | 0                                | 2                                | 1                                | 3                                | 4                                | (Kwal.)                          |
| 2000                             | Groepsfase                       | 2                                | 0                                | 1                                | 1                                | 3                                | 5                                | (Kwal.)                          |
| 2002                             | Groepsfase                       | 2                                | 0                                | 0                                | 2                                | 1                                | 4                                | (Kwal.)                          |
| 2003                             | Groepsfase                       | 2                                | 0                                | 1                                | 1                                | 1                                | 3                                | (Kwal.)                          |
| 2005                             | Groepsfase                       | 3                                | 0                                | 1                                | 2                                | 4                                | 9                                | (Kwal.)                          |
| 2007                             | Kwartfinale                      | 4                                | 1                                | 1                                | 2                                | 2                                | 2                                | (Kwal.)                          |
| 2009                             | Niet gekwalificeerd              | Niet gekwalificeerd              | Niet gekwalificeerd              | Niet gekwalificeerd              | Niet gekwalificeerd              | Niet gekwalificeerd              | Niet gekwalificeerd              | Niet gekwalificeerd              |
| 2011                             | Kwartfinale                      | 4                                | 1                                | 1                                | 2                                | 5                                | 4                                | (Kwal.)                          |
| 2013                             | Niet gekwalificeerd              | Niet gekwalificeerd              | Niet gekwalificeerd              | Niet gekwalificeerd              | Niet gekwalificeerd              | Niet gekwalificeerd              | Niet gekwalificeerd              | Niet gekwalificeerd              |
| 2015                             | Groepsfase                       | 3                                | 0                                | 1                                | 2                                | 1                                | 4                                | (Kwal.)                          |
| 2017–2019                        | Gediskwalificeerd                | Gediskwalificeerd                | Gediskwalificeerd                | Gediskwalificeerd                | Gediskwalificeerd                | Gediskwalificeerd                | Gediskwalificeerd                | Gediskwalificeerd                |
| 2021                             | Groepsfase                       | 3                                | 0                                | 1                                | 2                                | 1                                | 6                                | (Kwal.)                          |
| 2023                             | Kwartfinale                      | 4                                | 2                                | 1                                | 1                                | 4                                | 3                                | (Kwal.)                          |
| 2025                             | Halve finale                     | 5                                | 2                                | 1                                | 2                                | 6                                | 6                                | (Kwal.)                          |

### Nations League
| 2019–20 | C | 4 | 4 | 0 | 0 | 25 | 0 | B |
| 2022–23 | B | 6 | 4 | 1 | 1 | 11 | 4 | A |
| 2023–24 | A | 4 | 1 | 1 | 2 | 5  | 7 | A |
| 2024–25 | A | 4 | 2 | 1 | 1 | 6  | 5 | A |

### Copa Centroamericana
| Overzicht UNCAF Nations Cup    | Overzicht UNCAF Nations Cup | Overzicht UNCAF Nations Cup | Overzicht UNCAF Nations Cup | Overzicht UNCAF Nations Cup | Overzicht UNCAF Nations Cup | Overzicht UNCAF Nations Cup | Overzicht UNCAF Nations Cup | Overzicht UNCAF Nations Cup |
| Jaar                           | Ronde                       | Wed.                        | W                           | G                           | V                           | DV                          | DT                          |                             |
| ------------------------------ | --------------------------- | --------------------------- | --------------------------- | --------------------------- | --------------------------- | --------------------------- | --------------------------- | --------------------------- |
| 1991                           | Derde                       | 3                           | 0                           | 2                           | 1                           | 0                           | 1                           |                             |
| 1993                           | Niet deelgenomen            | Niet deelgenomen            | Niet deelgenomen            | Niet deelgenomen            | Niet deelgenomen            | Niet deelgenomen            | Niet deelgenomen            |                             |
| 1995                           | Tweede                      | 4                           | 2                           | 0                           | 2                           | 2                           | 5                           |                             |
| 1997                           | Tweede                      | 5                           | 3                           | 2                           | 0                           | 10                          | 3                           |                             |
| 1999                           | Tweede                      | 5                           | 3                           | 1                           | 1                           | 5                           | 2                           |                             |
| 2001                           | Kampioen                    | 5                           | 2                           | 3                           | 0                           | 9                           | 5                           |                             |
| 2003                           | Tweede                      | 5                           | 3                           | 1                           | 1                           | 10                          | 4                           |                             |
| 2005                           | Derde                       | 5                           | 3                           | 1                           | 1                           | 10                          | 5                           |                             |
| 2007                           | Derde                       | 5                           | 3                           | 1                           | 1                           | 3                           | 2                           |                             |
| 2009                           | Groepsfase                  | 3                           | 0                           | 0                           | 3                           | 1                           | 6                           |                             |
| Overzicht Copa Centroamericana |                             |                             |                             |                             |                             |                             |                             |                             |
| Jaar                           | Ronde                       | Wed.                        | W                           | G                           | V                           | DV                          | DT                          |                             |
| 2011                           | Vijfde                      | 3                           | 1                           | 0                           | 2                           | 3                           | 6                           |                             |
| 2013                           | Zesde                       | 4                           | 0                           | 3                           | 1                           | 3                           | 5                           |                             |
| 2014                           | Tweede                      | 4                           | 3                           | 0                           | 1                           | 7                           | 4                           |                             |
| 2017                           | Gediskwalificeerd           | Gediskwalificeerd           | Gediskwalificeerd           | Gediskwalificeerd           | Gediskwalificeerd           | Gediskwalificeerd           | Gediskwalificeerd           |                             |

### CCCF-Kampioenschap
| Overzicht CCCF-kampioenschap | Overzicht CCCF-kampioenschap | Overzicht CCCF-kampioenschap | Overzicht CCCF-kampioenschap | Overzicht CCCF-kampioenschap | Overzicht CCCF-kampioenschap | Overzicht CCCF-kampioenschap | Overzicht CCCF-kampioenschap | Overzicht CCCF-kampioenschap |
| Jaar                         | Ronde                        | Wed.                         | W                            | G                            | V                            | DV                           | DT                           |                              |
| ---------------------------- | ---------------------------- | ---------------------------- | ---------------------------- | ---------------------------- | ---------------------------- | ---------------------------- | ---------------------------- | ---------------------------- |
| 1943                         | Tweede                       | 6                            | 4                            | 1                            | 1                            | 21                           | 11                           |                              |
| 1946                         | Tweede                       | 5                            | 3                            | 1                            | 1                            | 20                           | 10                           |                              |
| 1948                         | Tweede                       | 8                            | 4                            | 0                            | 4                            | 20                           | 16                           |                              |
| 1951                         | Niet deelgenomen             | Niet deelgenomen             | Niet deelgenomen             | Niet deelgenomen             | Niet deelgenomen             | Niet deelgenomen             | Niet deelgenomen             |                              |
| 1953                         | Zesde                        | 6                            | 3                            | 2                            | 1                            | 8                            | 8                            |                              |
| 1955                         | Zesde                        | 6                            | 1                            | 0                            | 5                            | 6                            | 9                            |                              |
| 1957−1960                    | Niet deelgenomen             | Niet deelgenomen             | Niet deelgenomen             | Niet deelgenomen             | Niet deelgenomen             | Niet deelgenomen             | Niet deelgenomen             |                              |
| 1961                         | Groepsfase                   | 4                            | 2                            | 0                            | 2                            | 7                            | 7                            |                              |

## FIFA-wereldranglijst[1]
| 1993 | 1994 | 1995 | 1996 | 1997 | 1998 | 1999 | 2000 | 2001 | 2002 | 2003 | 2004 | 2005 | 2006 | 2007 | 2008 | 2009 | 2010 | 2011 | 2012 | 2013 | 2014 | 2015 | 2016 | 2017 | 2018 |
| ---- | ---- | ---- | ---- | ---- | ---- | ---- | ---- | ---- | ---- | ---- | ---- | ---- | ---- | ---- | ---- | ---- | ---- | ---- | ---- | ---- | ---- | ---- | ---- | ---- | ---- |
| 120  | 149  | 145  | 105  | 83   | 73   | 73   | 56   | 67   | 78   | 77   | 71   | 56   | 105  | 106  | 109  | 121  | 118  | 90   | 80   | 113  | 72   | 94   | 79   | 129  | 149  |

## Bondscoaches
- Bijgewerkt tot en met de WK-kwalificatiewedstrijd tegen  Saint Vincent en de Grenadines (4–0) op 17 november 2015.

| Naam                  | Van  | Tot  | Duels | W  | G  | V  |
| --------------------- | ---- | ---- | ----- | -- | -- | -- |
| Rubén Amorín          | 1980 | 1980 | ?     | ?  | ?  | ?  |
| Carlos Cavagnaro      | 1983 | 1983 | ?     | ?  | ?  | ?  |
| Dragoslav Šekularac   | 1984 | 1985 | ?     | ?  | ?  | ?  |
| Julio César Cortés    | 1987 | 1987 | ?     | ?  | ?  | ?  |
| Jorge Roldán          | 1988 | 1988 | ?     | ?  | ?  | ?  |
| Rubén Amorín          | 1989 | 1990 | ?     | ?  | ?  | ?  |
| Miguel Ángel Brindisi | 1992 | 1992 | ?     | ?  | ?  | ?  |
| Jorge Roldán          | 1995 | 1995 | ?     | ?  | ?  | ?  |
| Juan Ramón Verón      | 1996 | 1996 | 11    | 6  | 1  | 4  |
| Horacio Cordero       | 1996 | 1996 | 9     | 5  | 0  | 4  |
| Miguel Ángel Brindisi | 1997 | 1998 | 23    | 9  | 11 | 3  |
| Carlos Bilardo        | 1998 | 1998 | 8     | 2  | 3  | 3  |
| Benjamín Monterroso   | 1999 | 1999 | 11    | 4  | 2  | 5  |
| Carlos Miloc          | 2000 | 2000 | 5     | 0  | 3  | 2  |
| Julio César Cortés    | 2000 | 2003 | 33    | 13 | 12 | 7  |
| Víctor Manuel Aguado  | 2003 | 2003 | 7     | 1  | 2  | 4  |
| Ramón Maradiaga       | 2004 | 2005 | 42    | 17 | 9  | 16 |
| Hernán Darío Gómez    | 2006 | 2008 | 21    | 5  | 4  | 12 |
| Ramón Maradiaga       | 2008 | 2008 | 5     | 2  | 1  | 2  |
| Benjamín Monterroso   | 2008 | 2009 | 5     | 1  | 0  | 4  |
| Ever Hugo Almeida     | 2010 | 2013 | 40    | 16 | 7  | 17 |
| Víctor Hugo Monzón    | 2013 | 2013 | 4     | 0  | 1  | 3  |
| Sergio Pardo          | 2013 | 2013 | 1     | 0  | 0  | 1  |
| Iván Sopegno          | 2014 | 2015 | 23    | 9  | 4  | 10 |

## Selecties

### CONCACAF Gold Cup
| Selectie van Guatemala bij de CONCACAF Gold Cup 2000 | Selectie van Guatemala bij de CONCACAF Gold Cup 2000 | Selectie van Guatemala bij de CONCACAF Gold Cup 2000 | Selectie van Guatemala bij de CONCACAF Gold Cup 2000 | Selectie van Guatemala bij de CONCACAF Gold Cup 2000 | Selectie van Guatemala bij de CONCACAF Gold Cup 2000 | Selectie van Guatemala bij de CONCACAF Gold Cup 2000 | Selectie van Guatemala bij de CONCACAF Gold Cup 2000 | Selectie van Guatemala bij de CONCACAF Gold Cup 2000 |
| №                                                    | Naam                                                 | Wed.                                                 | Dlpnt.                                               | Club                                                 |                                                      |                                                      |                                                      |                                                      |
| ---------------------------------------------------- | ---------------------------------------------------- | ---------------------------------------------------- | ---------------------------------------------------- | ---------------------------------------------------- | ---------------------------------------------------- | ---------------------------------------------------- | ---------------------------------------------------- | ---------------------------------------------------- |
| Doel                                                 |                                                      |                                                      |                                                      |                                                      |                                                      |                                                      |                                                      |                                                      |
| 1                                                    | Edgar Estrada                                        |                                                      |                                                      | CSD Comunicaciones                                   |                                                      |                                                      |                                                      |                                                      |
| 20                                                   | Walter Hurtarte                                      |                                                      |                                                      | CSD Municipal                                        |                                                      |                                                      |                                                      |                                                      |
| Verdediging                                          |                                                      |                                                      |                                                      |                                                      |                                                      |                                                      |                                                      |                                                      |
| 2                                                    | Engelver Herrera                                     |                                                      |                                                      | CSD Comunicaciones                                   |                                                      |                                                      |                                                      |                                                      |
| 3                                                    | Erick Miranda                                        |                                                      |                                                      | CSD Comunicaciones                                   |                                                      |                                                      |                                                      |                                                      |
| 4                                                    | Rigoberto Gómez                                      |                                                      |                                                      | CSD Comunicaciones                                   |                                                      |                                                      |                                                      |                                                      |
| 5                                                    | Guillermo Molina                                     |                                                      |                                                      | CSD Municipal                                        |                                                      |                                                      |                                                      |                                                      |
| 23                                                   | Eduardo Acevedo                                      |                                                      |                                                      | CSD Municipal                                        |                                                      |                                                      |                                                      |                                                      |
| 24                                                   | Miguel Coronado                                      |                                                      |                                                      | Cobán Imperial                                       |                                                      |                                                      |                                                      |                                                      |
| Middenveld                                           |                                                      |                                                      |                                                      |                                                      |                                                      |                                                      |                                                      |                                                      |
| 6                                                    | Julio Girón                                          |                                                      |                                                      | CSD Municipal                                        |                                                      |                                                      |                                                      |                                                      |
| 8                                                    | Rudy Ramirez                                         |                                                      |                                                      | CSD Municipal                                        |                                                      |                                                      |                                                      |                                                      |
| 10                                                   | Freddy Garcia                                        |                                                      |                                                      | CSD Comunicaciones                                   |                                                      |                                                      |                                                      |                                                      |
| 16                                                   | Martin Machon                                        |                                                      |                                                      | Miami Fusion                                         |                                                      |                                                      |                                                      |                                                      |
| 19                                                   | Everaldo Valencia                                    |                                                      |                                                      | CSD Comunicaciones                                   |                                                      |                                                      |                                                      |                                                      |
| Aanval                                               |                                                      |                                                      |                                                      |                                                      |                                                      |                                                      |                                                      |                                                      |
| 11                                                   | Guillermo Ramírez                                    |                                                      |                                                      | CSD Municipal                                        |                                                      |                                                      |                                                      |                                                      |
| 14                                                   | Julio Rodas                                          |                                                      |                                                      | CSD Comunicaciones                                   |                                                      |                                                      |                                                      |                                                      |
| 15                                                   | Juan Carlos Plata                                    |                                                      |                                                      | CSD Municipal                                        |                                                      |                                                      |                                                      |                                                      |
| 22                                                   | Jorge Rodas                                          |                                                      |                                                      | CSD Comunicaciones                                   |                                                      |                                                      |                                                      |                                                      |
| Bondscoach: Carlos Miloc                             |                                                      |                                                      |                                                      |                                                      |                                                      |                                                      |                                                      |                                                      |

| Selectie van Guatemala bij de CONCACAF Gold Cup 2015 | Selectie van Guatemala bij de CONCACAF Gold Cup 2015 | Selectie van Guatemala bij de CONCACAF Gold Cup 2015 | Selectie van Guatemala bij de CONCACAF Gold Cup 2015 | Selectie van Guatemala bij de CONCACAF Gold Cup 2015 | Selectie van Guatemala bij de CONCACAF Gold Cup 2015 | Selectie van Guatemala bij de CONCACAF Gold Cup 2015 | Selectie van Guatemala bij de CONCACAF Gold Cup 2015 | Selectie van Guatemala bij de CONCACAF Gold Cup 2015 |
| №                                                    | Naam                                                 | Wed.                                                 | Dlpnt.                                               | Club                                                 |                                                      |                                                      |                                                      |                                                      |
| ---------------------------------------------------- | ---------------------------------------------------- | ---------------------------------------------------- | ---------------------------------------------------- | ---------------------------------------------------- | ---------------------------------------------------- | ---------------------------------------------------- | ---------------------------------------------------- | ---------------------------------------------------- |
| Doel                                                 |                                                      |                                                      |                                                      |                                                      |                                                      |                                                      |                                                      |                                                      |
| 1                                                    | Víctor Manuel Ayala                                  | 6                                                    | 0                                                    | Antigua GFC                                          |                                                      |                                                      |                                                      |                                                      |
| 12                                                   | Paulo César Motta                                    | 20                                                   | 0                                                    | CSD Municipal                                        |                                                      |                                                      |                                                      |                                                      |
| 21                                                   | Ricardo Jerez                                        | 44                                                   | 0                                                    | Alianza Petrolera                                    |                                                      |                                                      |                                                      |                                                      |
| Verdediging                                          |                                                      |                                                      |                                                      |                                                      |                                                      |                                                      |                                                      |                                                      |
| 2                                                    | Rubén Morales                                        | 16                                                   | 0                                                    | CSD Comunicaciones                                   |                                                      |                                                      |                                                      |                                                      |
| 3                                                    | Elías Vásquez                                        | 32                                                   | 0                                                    | Real Salt Lake                                       |                                                      |                                                      |                                                      |                                                      |
| 4                                                    | Wilson Lalín                                         | 22                                                   | 1                                                    | CSD Comunicaciones                                   |                                                      |                                                      |                                                      |                                                      |
| 5                                                    | Moises Hernandez                                     | 6                                                    | 0                                                    | FC Dallas                                            |                                                      |                                                      |                                                      |                                                      |
| 11                                                   | Gerardo Arias                                        | 5                                                    | 0                                                    | Petapa                                               |                                                      |                                                      |                                                      |                                                      |
| 13                                                   | Carlos Castrillo                                     | 26                                                   | 0                                                    | CSD Comunicaciones                                   |                                                      |                                                      |                                                      |                                                      |
| 15                                                   | Dennis López                                         | 9                                                    | 0                                                    | CSD Municipal                                        |                                                      |                                                      |                                                      |                                                      |
| 18                                                   | Stefano Cincotta                                     | 10                                                   | 1                                                    | Chemnitzer FC                                        |                                                      |                                                      |                                                      |                                                      |
| Middenveld                                           |                                                      |                                                      |                                                      |                                                      |                                                      |                                                      |                                                      |                                                      |
| 10                                                   | José Manuel Contreras                                | 63                                                   | 5                                                    | CSD Comunicaciones                                   |                                                      |                                                      |                                                      |                                                      |
| 19                                                   | Carlos Figueroa                                      | 61                                                   | 6                                                    | CSD Comunicaciones                                   |                                                      |                                                      |                                                      |                                                      |
| 16                                                   | Marco Pappa                                          | 49                                                   | 10                                                   | Seattle Sounders                                     |                                                      |                                                      |                                                      |                                                      |
| 8                                                    | Jean Márquez                                         | 36                                                   | 0                                                    | CSD Comunicaciones                                   |                                                      |                                                      |                                                      |                                                      |
| 14                                                   | Kendell Herrarte                                     | 14                                                   | 0                                                    | CSD Comunicaciones                                   |                                                      |                                                      |                                                      |                                                      |
| 6                                                    | Carlos Mejía                                         | 13                                                   | 0                                                    | CSD Comunicaciones                                   |                                                      |                                                      |                                                      |                                                      |
| 23                                                   | Jorge Aparicio                                       | 11                                                   | 0                                                    | CSD Comunicaciones                                   |                                                      |                                                      |                                                      |                                                      |
| 17                                                   | Brandon de León                                      | 8                                                    | 0                                                    | Marquense                                            |                                                      |                                                      |                                                      |                                                      |
| Aanval                                               |                                                      |                                                      |                                                      |                                                      |                                                      |                                                      |                                                      |                                                      |
| 20                                                   | Carlos Ruiz                                          | 120                                                  | 58                                                   | CSD Municipal                                        |                                                      |                                                      |                                                      |                                                      |
| 22                                                   | Minor López                                          | 38                                                   | 6                                                    | Atlético CP                                          |                                                      |                                                      |                                                      |                                                      |
| 7                                                    | Jairo Arreola                                        | 23                                                   | 0                                                    | CSD Comunicaciones                                   |                                                      |                                                      |                                                      |                                                      |
| 9                                                    | Édgar Chinchilla                                     | 7                                                    | 0                                                    | Club Xelajú                                          |                                                      |                                                      |                                                      |                                                      |
| Bondscoach: Iván Sopegno                             |                                                      |                                                      |                                                      |                                                      |                                                      |                                                      |                                                      |                                                      |

FNFG · A-internationals · Selecties · Guatemalteeks vrouwenelftal
1920 – 1949 ·
1950 – 1969 ·
1970 – 1979 ·
1980 – 1989 ·
1990 – 1999 ·
2000 – 2009 ·
2010 – 2019 ·
2020 − 2029
1921 · 
1922 · 
1923 · 
1923–1929 · 
1930 · 
1931–1934 · 
1935 · 
1935–1942 · 
1943 · 
1944 · 1945 · 
1946 · 
1947 · 
1948 · 
1949 · 
1950 · 
1941 · 1942 · 
1953 · 
1954 · 
1955 · 
1956 · 
1957 · 
1958 · 1959 · 
1960 · 
1961 · 1962 · 
1963 · 
1964 · 
1965 · 
1966 · 
1967 · 
1968 · 
1969 · 
1970 · 
1971 · 
1972 · 
1973 · 
1974 · 
1975 · 
1976 · 
1977 · 
1978 · 1979 · 
1980 · 
1981 · 1982 · 
1983 · 
1984 · 
1985 · 
1986 · 
1987 · 
1988 · 
1989 · 
1990 · 
1991 · 
1992 · 
1993 · 1994 · 
1995 · 
1996 · 
1997 · 
1998 · 
1999 · 
2000 · 
2001 · 
2002 · 
2003 · 
2004 · 
2005 · 
2006 · 
2007 · 
2008 · 
2009 · 
2010 · 
2011 · 
2012 · 
2013 · 
2014 ·
2015 ·
2016 ·
2017 ·
2018 ·
2019 ·
2020 ·
2021 ·
2022 ·
2023 ·
2024
Anguilla ·
Antigua en Barbuda ·
Argentinië ·
Armenië ·
Barbados ·
Belize ·
Bermuda ·
Bolivia ·
Brazilië ·
Britse Maagdeneilanden ·
Canada ·
Chili ·
Colombia ·
Costa Rica ·
Cuba ·
Curaçao ·
Dominica ·
Dominicaanse Republiek ·
Ecuador ·
El Salvador ·
Grenada ·
Guyana ·
Haïti ·
Honduras ·
IJsland ·
Iran ·
Israël ·
Jamaica ·
Japan ·
Mexico ·
Nederlandse Antillen ·
Nicaragua ·
Noorwegen ·
Panama ·
Paraguay ·
Peru ·
Polen ·
Puerto Rico ·
Qatar ·
Saint Lucia ·
Saint Vincent en de Grenadines ·
Slowakije ·
Sovjet-Unie ·
Suriname ·
Trinidad en Tobago ·
Uruguay ·
Venezuela ·
Verenigde Staten ·
Zuid-Afrika ·
Zuid-Korea